# فرانک کدی
فرانک کدی (انگلیسی: Frank Randolph Cady; ۸ سپتامبر ۱۹۱۵ – ۸ ژوئن ۲۰۱۲) یک هنرپیشه اهل ایالات متحده آمریکا بود. وی بین سال‌های ۱۹۴۷ تا ۱۹۹۰ میلادی فعالیت می‌کرد.

## گزیده فیلمشناسی
از فیلم‌ها یا برنامه‌های تلویزیونی که وی در آن نقش داشته‌است می‌توان به آثار زیر اشاره کرد.
- جنگل آسفالت (۱۹۵۰)
- دی او ای (فیلم ۱۹۵۰) (۱۹۵۰)
- پدر عروس (فیلم ۱۹۵۰) (۱۹۵۰)
- خانم اومالی و آقای مالون (۱۹۵۰)
- تک‌خال در حفره (۱۹۵۱)
- بیا قانونی‌اش کنیم (۱۹۵۱)
- پنجره عقبی (۱۹۵۴)
- بدذات (فیلم ۱۹۵۶) (۱۹۴۵)
- ستاره حلبی (۱۹۵۷)
- ماوریک (مجموعه تلویزیونی) (۱۹۵۸)
- ویرجینیایی (۱۹۶۳)
- دود اسلحه (۱۹۶۴)
- اندی گریفیت شو (۶۶–۱۹۶۵)
- هاوایی فایو-او (۱۹۷۴)
- خانواده دی (۷۵–۱۹۷۴)